# Мирша (Сібіу)
Мирша (рум. Mârșa) — село у повіті Сібіу в Румунії. Адміністративно підпорядковане місту Авріг.
Село розташоване на відстані 195 км на північний захід від Бухареста, 20 км на південний схід від Сібіу, 133 км на південний схід від Клуж-Напоки, 96 км на захід від Брашова.

## Населення
За даними перепису населення 2002 року у селі проживали 3009 осіб.
Національний склад населення села:
| Національність | Кількість осіб | Відсоток |
| -------------- | -------------- | -------- |
| румуни         | 2964           | 98,5%    |
| угорці         | 31             | 1,0%     |
| цигани         | 5              | 0,2%     |

Рідною мовою назвали:
| Мова      | Кількість осіб | Відсоток |
| --------- | -------------- | -------- |
| румунська | 2976           | 98,9%    |
| угорська  | 28             | 0,9%     |